# 스테이션 왜건

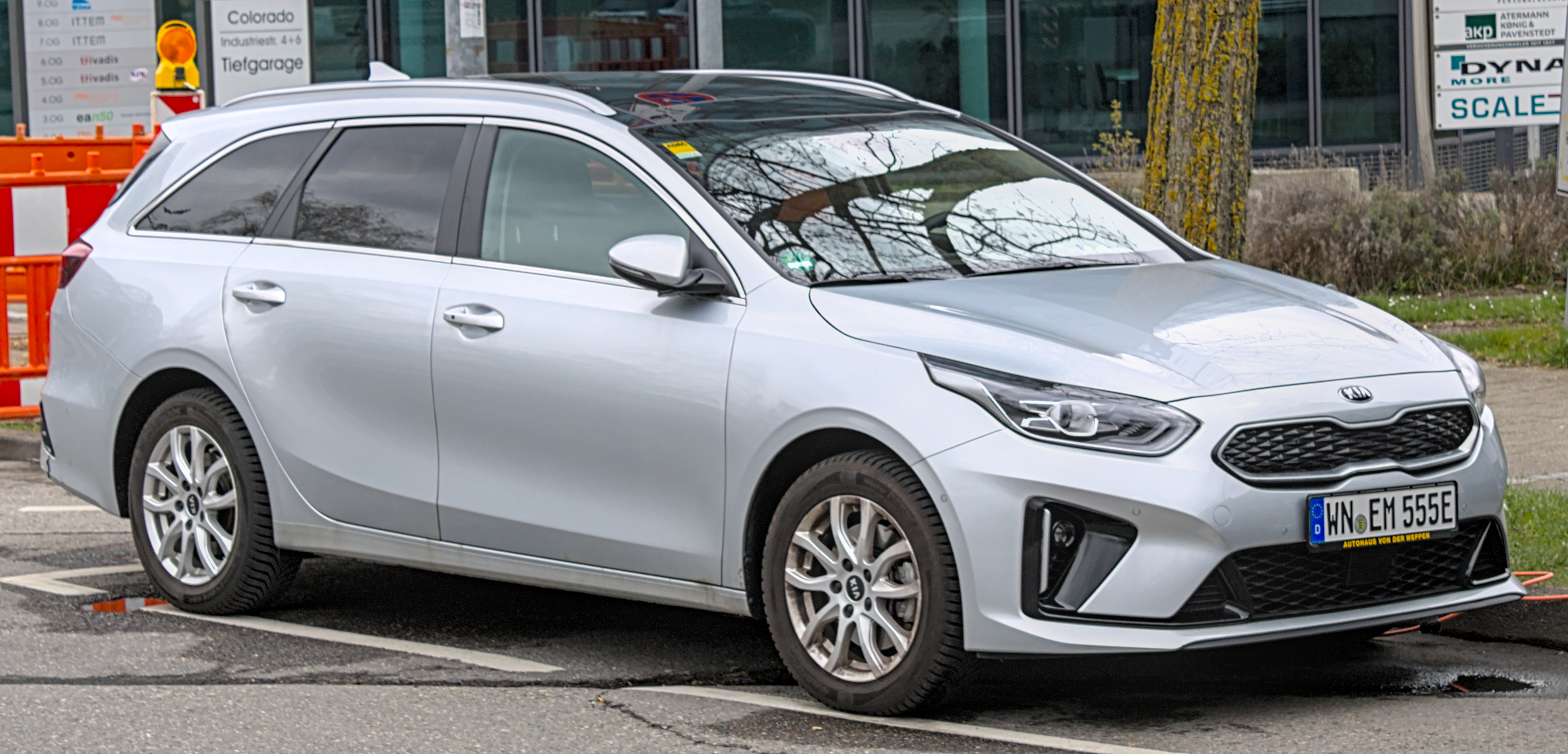
기아 씨드 정측면

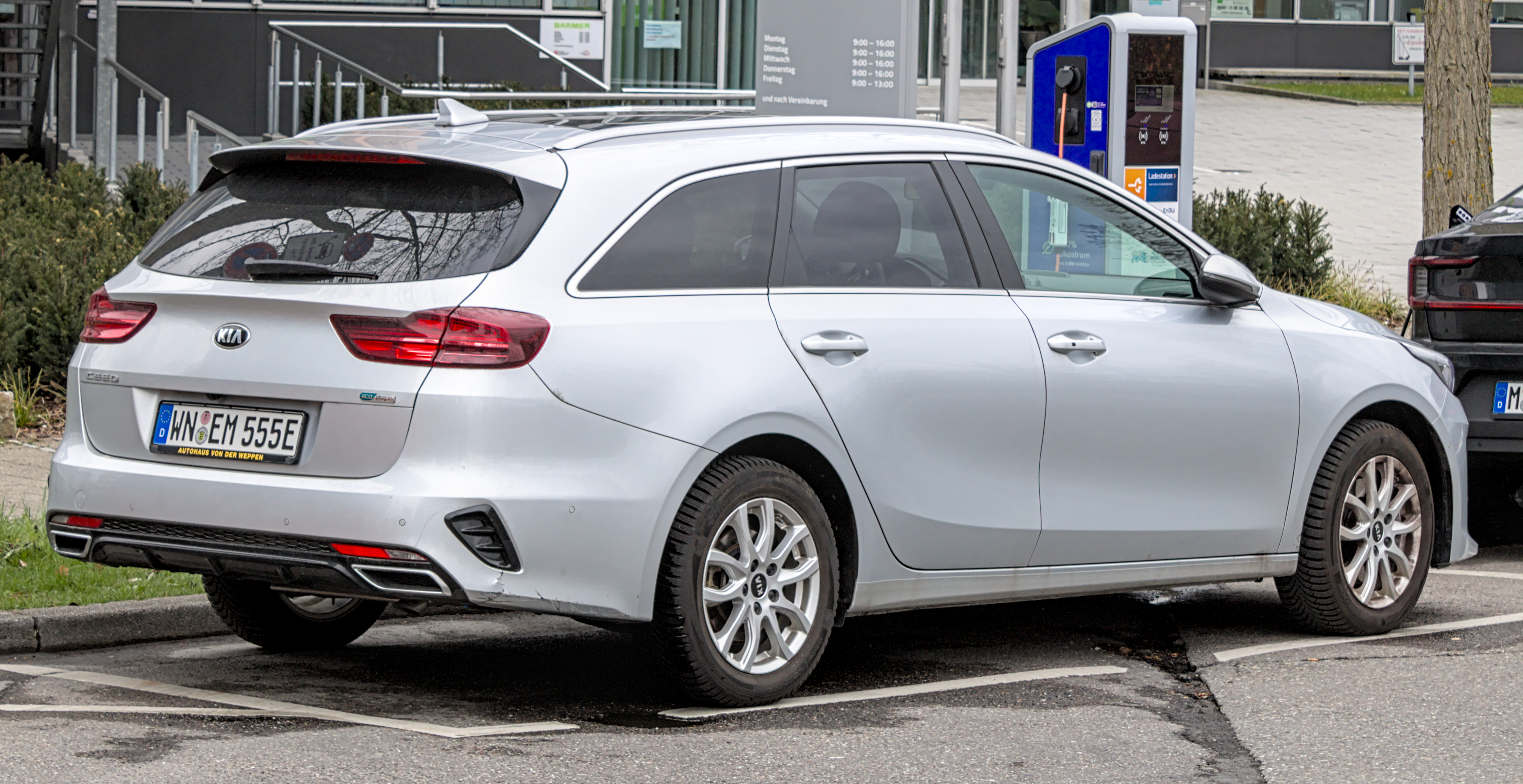
기아 씨드 후측면

스테이션 왜건(station wagon, 영국 영어: estate, 미국 영어: wagon)은 자동차 차체 형태의 한 종류로, 차체 뒷쪽에 화물 적재 공간이 있는 것이 특징이다. 보통 스테이션 왜건은 세단을 기본으로, 뒷좌석 공간을 트렁크 공간 끝까지 늘여서 만든다. 유사한 형태인 해치백 자동차와 달리 스테이션 왜건은 지붕이 트렁크 공간까지 뻗어 있고, 뒤쪽에 문이 달려 있어 짐을 싣고 내리기가 용이하게 되어 있다. 해치백보다 전장이 길며, 측면 유리창이 화물 공간까지 있다. 일반적으로 5도어이며, 대한민국과 미국 보다는 유럽에서 인기가 많다. 스테이션 왜건은 보통 일반 승용차와 같기 때문에 미니밴이나 SUV와는 명백히 차이가 있다. 1980년대와 1990년대 초반에 미국에서는 미니밴이 크게 인기를 얻었는데, 이는 전통적인 스테이션 왜건이 퇴조하면서 일어난 현상이었다.
대한민국에서는 1970년대에 현대 포니 왜건, 기아 K303 왜건 및 새한 캬라반이 판매되기도 했지만, 1980년대에 들어 현대 스텔라 왜건이 경찰차 전용으로 납품된 것을 마지막으로 한동안 국산 왜건이 나오지 않았다. 그 후 1990년대에 현대 아반떼 투어링, 대우 누비라 스패건, 프라이드 왜건, 기아 파크타운을, 2000년대에는 리오 RX-V, 대우 라세티 왜건, 현대 i30cw 등이 발표되기는 했지만, 시장에서 크게 성공한 모델은 흔치 않을 정도였다. 최근까지 판매되었던 대한민국산 스테이션 왜건은 2011년에 출시된 현대 i40 왜건이었다. 쉐보레 크루즈 왜건, 기아 옵티마 왜건은 수출만 되었고, 르노 SM6의 왜건 사양은 원판인 르노 탈리스만에만 존재한다.
자동차 회사들마다 스테이션 왜건형을 부르는 명칭이 다른데, BMW는 투어링, 폭스바겐은 바리안트, 아우디는 아반트, 푸조에서는 SW, 메르세데스-벤츠나 볼보에서는 에스테이트 혹은 슈팅 브레이크 (메르세데스-벤츠 CLS 클래스), 오펠에서는 스포츠 투어러라는 이름을 붙인다. 특히 볼보의 경우는 왜건 모델을 잘 만들기로 유명하여 "왜건의 달인"이라는 또 다른 별칭이 있다.

## 같이 보기
- 영구차